# Blepharhymenus validus
Blepharhymenus validus är en skalbaggsart som först beskrevs av Thomas Casey 1885.  Blepharhymenus validus ingår i släktet Blepharhymenus och familjen kortvingar. Inga underarter finns listade i Catalogue of Life.